# جين ألين (منتج أفلام)
جين ألين (بالإنجليزية: Gene Allen)‏ (و. 1918 – 2015 م) هو منتج أفلام، ومخرج فني، وTheatrical scenery ‏، ومصمم الإنتاج، وكاتب سيناريو أمريكي، ولد في لوس أنجلوس، توفي في نيوبورت بيتش، أورانج، كاليفورنيا، عن عمر يناهز 97 عاماً.

## جوائز وترشيحات
حصل على جوائز منها:

جائزة الأوسكار لأفضل تصميم إنتاج ‏، عن عمل: سيدتي الجميلة
ترشح لـ:
- جائزة الأوسكار لأفضل تصميم إنتاج ‏، عن عمل: A Star Is Born (1954 film) [الإنجليزية]‏
- جائزة الأوسكار لأفضل تصميم إنتاج، عن عمل: Les Girls [الإنجليزية]‏
- جائزة الأوسكار لأفضل تصميم إنتاج ‏، عن عمل: سيدتي الجميلة.

## وصلات خارجية
- جين ألين على موقع IMDb (الإنجليزية)
- جين ألين على موقع أول موفي (الإنجليزية)
- جين ألين على موقع قاعدة بيانات الفيلم (الإنجليزية)